# Campeonato Asiático de Handebol Masculino de 2002
O Campeonato Asiático de Handebol Masculino de 2002 (2002 البطولة الآسيوية لكرة اليد للرجال (em árabe)) foi a décima edição do principal campeonato de andebol (português europeu) ou handebol (português brasileiro) masculino do continente asiático. O Irã foi o país sede e os jogo ocorreram na cidade de Isfahan.
O Kuwait foi campeão pela segunda vez, com o Catar segundo e a Arábia Saudita terceiro.